# وحش المال (فلم)
وحش المال هو فيلم جريمة تم إنتاجه في الولايات المتحدة صدر في سنة 2016، من إخراج جودي فوستر وكتابة آلان دي فيوري وجيم كوف وجيمي ليندن ومن بطولة جورج كلوني وجوليا روبرتس وجاك أوكونيل ودومينيك واست وكاترينا بالف. الفيلم يتبع لي غيتس، مقدم برنامج «وحش المال» عن البورصة، وأحد المشاهدين، كايل بادويل، الذي يأخذ غيتس رهينة بعد خسارته مال عائلته بناء على نصيحة سيئة من غيتس.
بدء التصوير في 27 فبراير 2015 في مدينة نيويورك. أصدرت تري ستار بيكتشرز الفيلم في 13 مايو 2016.

## القصة
في إطار من التشويق والإثارة تدور أحداث الفيلم Money Monster 2016 «وحش المال» حول خسارة أحد الأشخاص لثروته، يستعين بتهديد أحد مذيعي برامج البورصة على الهواء مباشرة لكشف أسباب هبوط أسهم الشركة وتعويض خساراته فيما تحاول قوات الشرطة التعامل مع الحادثة بحرص شديد بهدف تحرير الرهينة بدون وقوع إي إصابات.
يخسر أحد المستثمرين كل ثروته في البورصة، فيقوم بتهديد أحد المذيعين على الهواء مباشرًة من أجل تحقيق هدفه برفع سعر أسهم شركاته بمقدار 24.5 نقطة قبل غلق جلسات التداول في بورصة وول ستريت، لذا تحاول قوات الشرطة التعامل مع الموقف بغاية الحرص سعيًا لتحرير الرهينة وتهدئة الأمور.

## الميزانية والإيرادات
بلغت تكلفة إنتاج الفيلم حوالي 30 مليون دولار.

## وصلات خارجية
- مقالات تستعمل روابط فنية بلا صلة مع ويكي بيانات